# Palestina (história em quadrinhos)
Palestina é uma história em quadrinhos de não-ficção escrita e desenhada por Joe Sacco a respeito de suas experiências na Cisjordânia e na Faixa de Gaza em dezembro de 1991 e janeiro de 1992. É considerada a principal referência do jornalismo em quadrinhos.

## Histórico de publicação
Palestina foi publicada originalmente na forma de gibis pela editora norte-americana Fantagraphics. Foram nove edições entre 1993 e 1995. Em 1996, a Fantagraphics lançou a série no formato de livros, em dois volumes: Palestine, a Nation Occupied (coletando as edições #1-5) e Palestine: In the Gaza Strip (coletando edições #6-9). Em 2001, a mesma editora lançou a série em um volume único, com uma introdução de Edward Said. E, em 2007, a Fantagraphics publicou uma edição expandida da obra.
No Brasil, a editora Conrad publicou Palestina – Uma Nação Ocupada em dezembro de 2000, e Palestina na Faixa de Gaza em 2003. E, em 2011, a Conrad publicou uma edição reunindo toda a série. Em 2021, a editora Veneta publicou uma edição ampliada da obra.

## Resumo
O livro se passa durante um período de dois meses no final de 1991/início de 1992, com flashbacks ocasionais da expulsão dos árabes, do início da Intifada, da Guerra do Golfo e de outros eventos do passado mais imediato. Sacco passou este tempo reunindo-se com palestinos na Cisjordânia e na Faixa de Gaza e a narrativa centra-se na vida quotidiana nestas áreas.

## Prêmios
A obra foi premiada em 1996 com o American Book Award pela fundação Before Columbus. Em 1999, a revista The Comics Journal (também publicada pela Fantagraphics) colocou Palestine em sua lista dos 100 melhores quadrinhos em língua inglesa do século, na 27ª posição.